# Gadolinita-(Nd)
La gadolinita-(Nd) és un mineral de la classe dels silicats, que pertany al grup de la gadolinita-datolita. Rep el seu nom de Johan Gadolin (1760-1852) i de l'element neodimi, la terra rara dominant.

## Característiques
La gadolinita-(Nd) és un nesosilicat de fórmula química Nd₂Fe2+Be₂O₂(SiO₄)₂. És el segon mineral que combina neodimi i beril·li, després de la hingganita-(Nd). Va ser aprovada com a espècie vàlida per l'Associació Mineralògica Internacional l'any 2016. Cristal·litza en el sistema monoclínic.

## Formació i jaciments
Va ser descoberta a la mina Malmkärra, a Norberg, Västmanland (Suècia). Es tracta de l'únic indret on ha estat trobada aquesta espècie mineral.